# Bumcello
Bumcello est un groupe de trip hop français, imprégné de sonorités dub composé de Vincent Ségal et Cyril Atef.

## Discographie
- 2004 : Papa porte une robe[1],[2] : Livre CD réalisé avec Maya et Piotr Barsony
- 2012 : Viva Riva! : Bande originale d'un film congolais

## Participations
- 2005 : Tôt ou tard - Duos avec Fabulous Trobadors sur Le coco anti-coke, avec Thomas Fersen sur Le bouton et avec Stanley Beckford sur Big Bamboo
- 2009 : Participation au disque Karma de Nathalie Natiembé

## Récompenses
- 2006 : Victoire de la musique de l'album de musiques électroniques, groove, dance de l'année.